# Atletisme als Jocs Olímpics d'Estiu de 1920 - 10.000 metres masculins
Els 10.000 metres masculins va ser una de les proves del programa d'atletisme disputades durant els Jocs Olímpics d'Anvers de 1920. La prova es va disputar entre el 19 i el 20 d'agost de 1920 i hi van prendre part 34 atletes de 17 nacions diferents.

## Medallistes
| Or                | Plata                  | Bronze             |
| Paavo Nurmi (FIN) | Joseph Guillemot (FRA) | James Wilson (USA) |

## Rècords
Aquests eren els rècords del món i olímpic que hi havia abans de la celebració dels Jocs Olímpics de 1920.
| Rècord del Món | 30' 58,8" | Jean Bouin         | Colombes (FRA) | 16 de novembre de 1911 |
| Rècord Olímpic | 31' 20,8" | Hannes Kolehmainen | Estocolm (SWE) | 8 de juliol de 1912    |

## Resultats

### Semifinals
- (Entre parèntesis temps estimat)

| Pos. | Atleta               | Nació        | Temps     |
| ---- | -------------------- | ------------ | --------- |
| 1    | James Wilson         | Regne Unit   | 33'40"2   |
| 2    | Paavo Nurmi          | Finlàndia    | (33'46"3) |
| 3    | Augusto Maccario     | Itàlia       | (34'06"8) |
| 4    | Jean-Baptiste Manhès | França       | (34'12"0) |
| 5    | Alfred Gaschen       | Suïssa       | (34'38"4) |
| 6    | Werner Magnusson     | Suècia       | (34'49"2) |
| 7    | Lucien Duquesne      | França       | (35'06"6) |
| 8    | Pierre Devaux        | Bèlgica      | (36'38"3) |
| -    | Jüri Lossman         | Estònia      | Ab.       |
| -    | Phadeppa Chaugle     | Índia        | Ab.       |
| -    | Julius Ebert         | Dinamarca    | Ab.       |
| -    | Amisoli Patisoni     | Estats Units | Ab.       |

| Pos. | Atleta           | Nació        | Temps     |
| ---- | ---------------- | ------------ | --------- |
| 1    | Joseph Guillemot | França       | 32'41"6   |
| 2    | Eric Backman     | Suècia       | (32'48"5) |
| 3    | Albert Andersen  | Dinamarca    | (32'58"4) |
| 4    | Fred Faller      | Estats Units | (33'02"4) |
| 5    | Oscar Garin      | Suïssa       | (33'04"4) |
| 6    | Edward Lawrence  | Canadà       | (33'08"5) |
| 7    | Teodor Pons      | Espanya      | ND        |
| 8    | Konosuke Sano    | Japó         | ND        |
| 9    | Aimé Proot       | Bèlgica      | ND        |
| 10   | Sinton Hewitt    | Austràlia    | ND        |

| Pos. | Atleta             | Nació          | Temps     |
| ---- | ------------------ | -------------- | --------- |
| 1    | Heikki Liimatainen | Finlàndia      | 32'08"2   |
| 2    | Charles Clibbon    | Regne Unit     | (32'08"8) |
| 3    | Gaston Heuet       | França         | (32'11"1) |
| 4    | Carlo Speroni      | Itàlia         | (32'13"1) |
| 5    | James Hatton       | Regne Unit     | (32'13"4) |
| 6    | Nils Bergström     | Suècia         | (32'23"0) |
| 7    | Alexandros Kranis  | Grècia         | (33'38"0) |
| 8    | Earl Johnson       | Estats Units   | ND        |
| 9    | George Cornetta    | Estats Units   | ND        |
| 10   | Costantino Lussana | Itàlia         | ND        |
| 11   | Karel Pacák        | Txecoslovàquia | ND        |
| 12   | Zensaku Motegi     | Japó           | ND        |

### Final
| Pos. | Atleta               | Nació        | Temps oficial | Temps oficiós |
| ---- | -------------------- | ------------ | ------------- | ------------- |
| 1    | Paavo Nurmi          | Finlàndia    | 31'45"8       |               |
| 2    | Joseph Guillemot     | França       |               | 31'51"0       |
| 3    | James Wilson         | Regne Unit   |               | 31'56"0       |
| 4    | Augusto Maccario     | Itàlia       |               | 32'02"0       |
| 5    | James Hatton         | Regne Unit   |               | 32'14"0       |
| 6    | Jean-Baptiste Manhès | França       |               | 32'26"0       |
| 7    | Heikki Liimatainen   | Finlàndia    |               | 32'28"0       |
| 8    | Fred Faller          | Estats Units |               | 32'38"0       |
| 9    | Oscar Garin          | Suïssa       |               | 33'05"0       |
| -    | Alfred Gaschen       | Suïssa       | Ab.           | Ab.           |
| -    | Charles Clibbon      | Regne Unit   | Ab.           | Ab.           |
| -    | Carlo Speroni        | Itàlia       | Ab.           | Ab.           |
| -    | Eric Backman         | Suècia       | Ab.           | Ab.           |
| -    | Gaston Heuet         | França       | Ab.           | Ab.           |
| -    | Albert Andersen      | Dinamarca    | Ab.           | Ab.           |